# Gilbert Nordqvist
Gilbert Nordqvist, född 5 december 1897 i Partille församling i Göteborgs och Bohus län, död 29 april 1969 i Skövde församling i Skaraborgs län, var en svensk militär.

## Biografi
Nordqvist avlade studentexamen i Göteborg 1916. Han avlade officersexamen vid Krigsskolan 1918 och utnämndes samma år till fänrik vid Livregementets grenadjärer, varefter han befordrades till löjtnant vid Skaraborgs regemente 1921. Han befordrades 1933 till kapten och tjänstgjorde vid Generalstaben 1933–1937 samt 1937–1939 vid Svea livgarde. År 1939 befordrades han till major, varefter han var stabschef vid Övre Norrlands trupper 1939 och 1940–1941. Han befordrades till överstelöjtnant 1941 och var souschef vid Lantförsvarets kommandoexpedition 1941–1944. År 1944 befordrades han till överste, varefter han var chef för Krigsskolan 1944–1947 och chef för Södra skånska infanteriregementet 1947–1952. Åren 1952–1958 var Nordqvist befälhavare för Göteborgs försvarsområde och Halmstads försvarsområde. Han är begraven på Sankta Elins kyrkogård i Skövde.